# Brugwachtershuisje (Abrug, Groningen)
Het voormalige brugwachtershuisje bij de A-brug in de Nederlandse stad Groningen is een houten gebouwtje, dat is aangewezen als gemeentelijk monument.

## Beschrijving

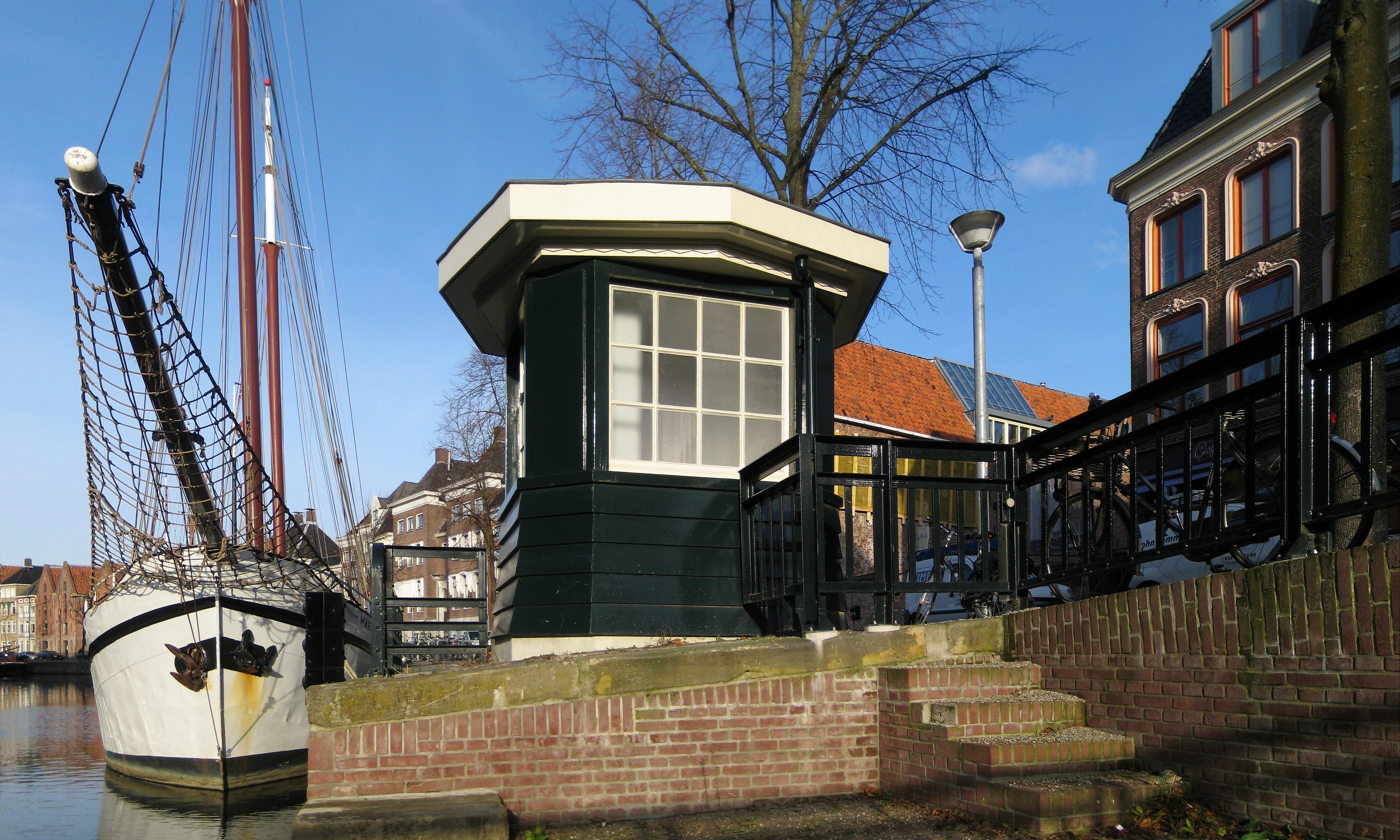
Het voormalige brugwachtershuisje in 2011, met op de achtergrond de Hoge der A.

Het brugwachtershuisje, dat ten noordoosten van de brug aan de Hoge der A staat, werd gebouwd rond 1925. Het is zeer waarschijnlijk ontworpen door S.J. Bouma (1899-1959), die van 1924 tot 1942 gemeentearchitect van Groningen was. Het is een gebouwtje met afgeschuinde hoeken en een gepotdekselde borstwering, dat op een vierkante betonnen voet staat. De deur bevindt zich aan de straatzijde, in de andere drie zijden zijn vensters met een twaalfruits-roedenverdeling aangebracht. De daklijst is achtkantig en voorzien van een golfrandje. Het huisje wordt gedekt door een plat dak.
In 2000 besloot de gemeente Groningen om het brugwachtershuisje, dat toen al geruime tijd niet meer als zodanig dienstdeed, te renoveren en te verbouwen tot sanitairgebouwtje ten behoeve van de pleziervaart. Daartoe werden de vensters voorzien van matglas en zijn in het huisje een toilet en een douche geplaatst.
Het brugwachtershuisje is aangewezen als gemeentelijk monument "vanwege zijn betekenis voor de geschiedenis van de infrastructuur van Groningen", evenals de identieke brugwachtershuisjes bij de Bontebrug, de Oliemuldersbrug en halverwege de oostzijde van de Turfsingel.